# Hélène Swarth
Stephanie Hélène Swarth dite Hélène Swarth, ou Hélène Lapidoth-Swarth pendant ses années de mariage (1894-1910), née le 25 octobre 1859 à Amsterdam et morte le 20 juin 1941  à Velp, est une poétesse néerlandaise appartenant au groupe des Tachtigers.

## Biographie
Son père, Eduard Swarth, est un marchand, un temps le consul du Portugal à Amsterdam, sa mère Maria Jacoba Heijblom.
Elle passe son enfance à Bruxelles, où son père est banquier, puis à Malines jusqu'à son mariage (de 1894 à 1910) avec l’auteur néerlandais Frits Lapidoth.
Influencée par Alphonse de Lamartine, elle publie d’abord des poèmes en français avant d'être encouragée par le poète Pol De Mont à écrire en néerlandais.
Ses poèmes sont alors chaleureusement accueillis par Willem Kloos, qui l’appelle le « cœur chantant de la Hollande » et les publie dans son magazine De Nieuwe Gids.

## Poésie

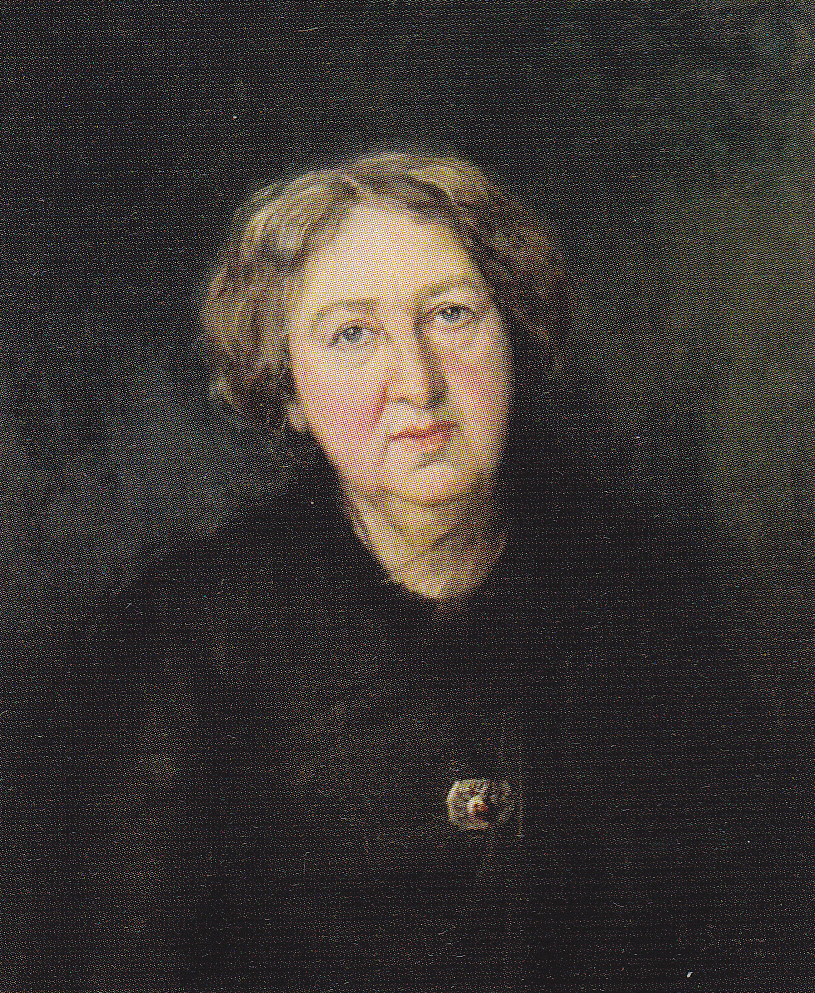
Hélène Swarth, portrait peint par Rosa Spanjaard en 1919.

Écrivaine prolifique, ses œuvres sont parfois inégales, mais dans ses meilleurs poèmes, elle se montre l’égale des autres Tachtigers. Par sa pureté d'expression, elle atteint une remarquable unité de forme et de contenu, tandis que d'autre part sa grande réceptivité sensorielle atteint le cosmique religieux. Bien que son œuvre soit avec le temps moins appréciée par la critique, elle continuera longtemps à l’être par son lectorat.

## Œuvres
- Fleurs du rêve (1879)
- Les Printanières (1882)
- Eenzame bloemen (1883)
- Blauwe bloemen (1884)
- Beelden en stemmen (1887)
- Sneeuwvlokken (1888)
- Rouwviolen (1889)
- Passiebloemen (1891)
- Nieuwe gedichten (1892)
- Poëzie (anthologie) (1892)
- Bloesem en vrucht (1893)
- Verzen (1893)
- Blanke duiven (1895)
- Diepe wateren (1897)
- Stille dalen (1899)
- Najaarsstemmen (1900)
- Octoberloover (1903)
- Nieuwe verzen (1906)
- Avondwolken (1911)
- A. de Musset, De nachten (1912)

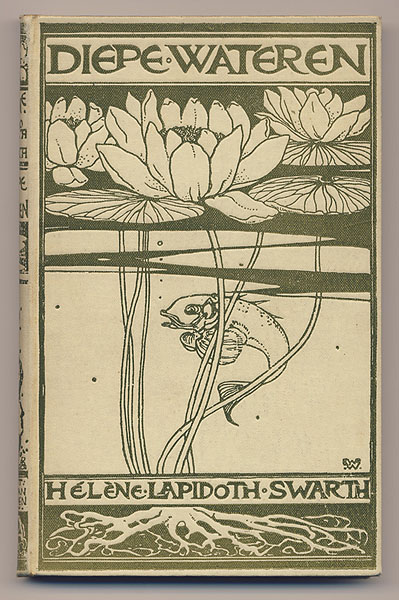
Diepe Wateren (1897). Couverture de L.W.R. Wenckebach.

- M.M. de Lafayette, De prinses de Clèves (1915)
- Eenzame paden (1916)
- V. Hugo, Hernani (1918)
- Keurbundel (1919)
- Late liefde. Liederen en sonnetten (1919)
- Octobre en fleur (1919)
- Hans Bethge De Chineesche fluit (1921)
- Dagen (1924)
- Episoden (1924)
- Morgenrood (1929)
- Natuurpoëzie (1930)
- Beeldjes uit vrouwenleven (1938)
- Sorella (1942)